# Jeremy Larner
Jeremy Larner (* 20. März 1937) ist ein US-amerikanischer Journalist, Dichter und Drehbuchautor, der bei der Oscarverleihung 1973 den Oscar für das beste Originaldrehbuch für den Film Bill McKay – Der Kandidat erhielt.

## Biografie
Nach dem Schulbesuch studierte er an der Brandeis University in Waltham und schloss diese 1958 ab. Seine erste Arbeit als Drehbuchautor war Drive, He Said (1971) von Jack Nicholson, ehe er 1972 das Drehbuch für Bill McKay – Der Kandidat von Michael Ritchie mit Robert Redford und Peter Boyle schrieb. Hierfür erhielt er nicht nur 1973 den Oscar für das beste Originaldrehbuch, sondern auch den Preis der Writers Guild of America (WGA Award) für das beste Originaldrehbuch. 
2007 nahm Larner, der auch als Journalist und Dichter tätig ist, als Gast am SunDeis Film Festival der Brandeis University teil und berichtete dabei nicht nur von seiner Arbeit bei Filmproduktionen, sondern las auch aus seiner letzten Anthologie vor.